# Parco nazionale Ivvavik
Il parco nazionale Ivvavik (in inglese Ivvavik National Park) è un parco nazionale situato nello Yukon, in Canada. Nel territorio del parco scorrono vari fiumi, fra i quali il Firth.